# Фирма (фильм, 2009)
«Фирма» (англ. The Firm) — фильм режиссёра Ника Лова, снявшего легендарную «Фабрику футбола». Ремейк фильма «Фирма», снятого в 1988 году. Фильм содержит откровенные сцены, нецензурную брань и фрагменты с насилием.
- Рейтинг на IMDb 5,4/10
- Рейтинг на КиноПоиск. RU 6,75

## Сюжет
Лондон, 80-е годы. У них есть работа, есть семьи, они фанаты футбола… А ещё они — Банда. Таких группировок несколько по всей Британии. У них свои кодексы и понятия, которые они чтят и — они же и нарушают. Но ничто не длится вечно… Жестокие драки — «стенка на стенку» — из-за территории, из-за власти, из-за мести… Попадёшь всего один раз в эту трясину, и выбраться из неё будет нелегко. Это простое и жестокое правило очень быстро усваивает парнишка по имени Доминик (актёр Кэлам МакНаб), жаждавший заслужить авторитет. Столкнувшись с различными сторонами жизни фанатов, он начинает расставаться с подростковыми иллюзиями.

## В ролях
- Доминик — Кэлам МакНаб
- Бэкс, лидер фанатов «Вест Хэма» — Пол Андерсон
- Йети, лидер фанатов «Миллуола» — Дэниэл Мейс
- Триггер — Даг Аллен
- Шел — Камилла Кодури
- Жастин — Эбони Гилберт
- Терри — Билли Сеймур
- Сьюз, жена Бэкса — Джоэнн Мэтьюз
- Боб, отец Доминика — Эдди Веббер